# Quintanilla de San Román
Quintanilla de San Román ist ein spanischer Ort in der Provinz Burgos der Autonomen Gemeinschaft Kastilien und León. Der Ort gehört zur Gemeinde Valle de Valdebezana. Quintanilla de San Román ist über die Straße BU-564 zu erreichen. Der Ort liegt 99 Kilometer nördlich der Provinzhauptstadt Burgos.

## Sehenswürdigkeiten
- Spätromanische Kirche San Esteban, erbaut im 13. Jahrhundert